# Zakład Ubezpieczeń Społecznych

Logo ZUS

Zakład Ubezpieczeń Społecznych (ZUS; deutsch Soziale Versicherungsanstalt) ist die staatliche Sozialversicherung in Polen mit 45.600 Beschäftigten, die die Beiträge für Sozial- und Krankenversicherung von 15 Mio. Arbeitnehmern (Stand: August 2013) sammelt und Leistungen auszahlt, z. B. für Rente, Berufsunfall, Krankheit, Mutterschaft und Tod.

## Sozialversicherungsbeiträge
- Rente: 19,52 % (vom Bruttolohn), davon 7,3 % OFE
- Berufsunfähigkeit: 6 %
- Krankheit: 2,45 %
- Unfall: 0,67 bis 3,60 % auf Grundlage von PKD bzw. 1,8 % für Firmen ab 9 Mitarbeitern

### Weitergeleitete Beiträge
- Gesundheit: 9 % (geht an den Nationalen Versicherungsfonds NFZ)
- Arbeitsfonds: 2,45 % (geht an Arbeitsämter in Kreis und Woiwodschaft)
- Fonds garantierter Mitarbeiterleistungen: 0,10 % (geht an FGŚP)

### Beitragshöhe
Drei Beispiele für die Höhe der Sozialversicherungsbeiträge in Polen in PLN. Bei Landwirten und Selbständigen hängen die Beiträge nicht von der Größe des Agrarbetriebs bzw. nicht vom Umsatz bzw. Gewinn des Selbständigen ab. 
|                          | Landwirt mit 50 ha (KRUS) | Selbständiger (ZUS) | Angestellter mit 3500 PLN brutto (ZUS) |
| ------------------------ | ------------------------- | ------------------- | -------------------------------------- |
| Rente, Berufsunfähigkeit | 71                        | 481,72              | 394,10                                 |
| Krankheit, Unfall        | 36                        | 077,77              | 085,75                                 |
| Gesundheit               | 17,50                     | 233,32              | 271,81                                 |

## Leitung
- Lech Milewicz, September 1991 – 1. August 1995
- Anna Bańkowska, 1. August 1995 – Januar 1998
- Stanisław Alot, Januar 1998 – 8. Oktober 1999
- Lesław Gajek, 8. Oktober 1999 – 18. Mai 2001
- Aleksandra Wiktorow, 18. Mai 2001 – 1. Juni 2007
- Paweł Wypych, 1. Juni 2007 – 26. November 2007
- Sylwester Rypiński, 26. November 2007 – 8. September 2009
- amtierend Elżbieta Łopacińska, 9. September 2009 – 2. Oktober 2009
- Zbigniew Derdziuk, 2. Oktober 2009 – 31. März 2015
- amtierend Elżbieta Łopacińska, 1. April 2015 – 11. Februar 2016
- Gertruda Uścińska, seit 11. Februar 2016

## Finanzlage
2013 hat die ZUS in ihrem Sozialversicherungsfonds Fundusz Ubezpieczeń Społecznych (FUS) 171 Mrd. Złoty, was etwa der Hälfte des polnischen Staatshaushalts entspricht. Die ZUS unterhält den Fonds für Demografische Reserve (Fundusz Rezerwy Demograficznej, FRD), der Geld für demografische Tiefs vorbeugend anlegt und im Jahr 2013 eine Gewinnrate von 7,2 % erzielte. Der Unterhalt der ZUS kostet über 4 Mrd. Złoty bzw. 2,2 % ihres Budgets. 
Die gesammelten Beiträge reichen nicht aus, um die Rentenleistungen zu finanzieren. Allein die Frührenten kosten den Staat jährlich 20 Mrd. Złoty, weshalb die Regierungskoalition von Platforma Obywatelska (PO) und Bauernpartei (PSL) einige Berufe aus der Frührentnerliste streichen und das durchschnittliche Renteneintrittsalter erhöhen will. Derzeit beträgt das durchschnittliche Renteneintrittsalter im Durchschnitt 57 Jahre, obwohl Frauen eigentlich bis zum 60. und Männer bis zum 65. Lebensjahr arbeiten sollten. Belastend für die ZUS-Bilanz sind auch die auf 1 Mio. geschätzten Scheinarbeitslosen und der Missbrauch von Krankschreibungen. 
Der Staat fördert die ZUS jährlich mit 38 Mrd. PLN und die Sozialversicherung der Landwirte KRUS mit etwa 15 Mrd. PLN. Nach Berechnungen der Stiftung FOR wird die Rente polnischer Landwirte zu 8 % aus Beiträgen und zu 92 % aus der Staatskasse finanziert. Renten anderer Berufsgruppen werden zu 70 % aus Beiträgen finanziert.
In den Jahren 2007 und 2008 hat die von der PiS und dann von der PO geführte Regierung den Beitrag für die Berufsunfähigkeitsversicherung von 13 auf 6 % verringert. 1,5 % zahlt der Arbeitnehmer, 4,5 % der Arbeitgeber. Nun fehlen aber allein in 2010 etwa 17 Mrd. Złoty in der Kasse des Sozialversicherungsfonds (Fundusz Ubezpieczeń Społecznych) FUS. Auch in den nächsten Jahren wird der FUS jeweils 20 Mrd. Złoty zu wenig haben, um die Berufsunfähigkeitsrenten auszuzahlen. Würde man den Beitrag wieder auf das alte Niveau von 13 % anheben, gäbe es einen Überschuss in der FUS-Kasse von 28 Mrd. Złoty. Damit ihre Ausgaben gedeckt werden können, müsste der Beitrag auf mindestens 10,5 % vom Bruttolohn steigen.

## Gewerkschaften
Bei der ZUS agieren fünf Gewerkschaften, die mit Kontakten auf der ZUS-Homepage aufgeführt sind:
- Związek Zawodowy Pracowników ZUS (Gewerkschaft der ZUS-Mitarbeiter)
- NSZZ „Solidarność“ w ZUS
- NSZZ „Solidarność '80“ w ZUS
- Ogólnopolski Zakładowy Związek Zawodowy Pracowników Zakładu Ubezpieczeń Społecznych „KADRA ZUS“
- Krajowy Związek Zawodowy Inspektorów Kontroli ZUS (Gewerkschaft der Kontrollinspektoren im ZUS)